# Битва при Гондэре
Битва при Гондэре (итал. battaglia di Gondar, англ. battle of Gondar) — сражение Восточноафриканской кампании Второй мировой войны, происходившее в районе Гондэра в Эфиопии (Амхара) в ноябре 1941 года между итальянскими и англо-эфиопскими войсками. Это сражение завершило военные действия в Восточной Африке.

## Положение итальянцев у Гондэра
После поражения в битве при Кэрэне итальянские силы в Восточной Африке вынуждены были оставить Центральную Эфиопию и отступить в пограничные районы страны. Группа войск под командованием генерала Гульельмо Наси отступила в район города Гондэр в Амхара.
Позиции у Гондэра были ещё за месяц укреплены Наси, и представляли собой оборонительный район с центром в Гондэре и его пригороде — Азозо (именно там и размещался штаб Наси) и четырьмя оборонительными пунктами в селениях Кулквалбер, Благир, Уалага и Сохс (не считая укреплённых позиций у Дебрэ-Табор и Дебрэ-Уольшефит).
Итальянские силы в районе представляли собой 13 батальонов чернорубашечников, 15 батальонов колониальных войск и несколько кавалерийских эскадронов — в общей сложности, около 40000 человек. Генерал Наси, лишившись подвоза ресурсов из Аддис-Абебы, вынужден был для экономии оставшихся запасов сократить пайки своим солдатам, организовать торговлю с местным населением и снизить жалованье аскари. С этой же целью итальянцы начали ловить рыбу на озере Тана. Также ими было налажено производство самодельных танков (с помощью переделки бронированных тракторов). В сентябре и октябре 1941 года, посредством секретных рейсов из Ливии, Наси получил деньги из Италии на покупку продовольствия. 19 июля увидела свет песня «I gondarini» (рус. "Гондэрцы").

## Ход сражения

### Начало сражения
Первая атака английских войск произошла 17 мая 1941 года и привела к взятию селения Ангава, которое, впрочем, вскоре было отбито бригадой полковника Торелли. В последующие дни союзные войска захватили позиции в Дебрэ-Таборе, занятые солдатами полковника Анджелини (которые, в отличие от оборонявших Дебрэ-Уольшефит, павшее в те же дни, почти не сопротивлялись противнику).
В начале осады Наси имел в своём распоряжении на аэродроме в Гондэр-Азозо 2 истребителя Фиат CR-42 «Сокол» и 1 бомбардировщик Капрони CA-133. Последний самолёт использовался для снабжения по воздуху гарнизона в Дебрэ-Уольшефит, пока не был повреждён британской авиацией 8 сентября, а 21 сентября — окончательно выведен из строя.

### Бои за Дебрэ-Уольшефит
Гарнизон Дебрэ-Уольшефит, состоявший из двух батальонов чернорубашечников под командованием подполковника Марио Гонеллы, оказал атакующим упорное сопротивление. Эти войска представляли собой ополченцев, набранных из коренных народов Эфиопии и Эритреи; одним из батальонов была знаменитая «банде Бастиани» под командованием сержанта Анджело Бастиани. С 17 апреля 1941 года гарнизон Дебрэ-Уольшефит оказался полностью окружён по причине перехода местного раса Аджали Бурру на сторону британцев, и 10 мая Гонелла отклонил первое предложение противника о капитуляции. 28 мая после массированной атаки союзников итальянцы были выбиты из аванпостов в селениях Шианк и Дебарэш. 22 июня бригада Бастиани предприняла успешную контратаку и смогла вновь занять Шианк, причём при этом Бастиани был взят в плен раса Аджали Бурру. Командующий английскими войсками в Шианке Рингроуз сумел избежать плена, скрывшись в саванне. В Италии сержанту Бастиани была вручена золотая медаль «За воинскую доблесть» и посвящён номер миланской газеты Domenica del Corriere.
19 июля Гонелла отклонил второе предложение о капитуляции. В августе Дебрэ-Уолшефит был осаждён 12-й английской дивизией генерала Чарльза Фоукса. Итальянцы вынуждены были совершать ночные вылазки, чтобы пополнить запасы продовольствия, тем не менее, иссякшие к 25 сентября. 28 сентября, после 165-дневной обороны, гарнизон Дебрэ-Уолшефит сдался. Его капитуляция позволила британцам начать непосредственную осаду Гондэра; при этом часть союзных сил перебросили для участия в битве при Кулквалбере.

### Взятие Кулквалбера
В ходе ожесточённых боёв за Кулквалбер оборонявшие его первая группа мобильных карабинеров и 240-й батальон чернорубашечников были почти полностью уничтожены. 21 ноября 1941 года Кулквалбер был захвачен войсками союзников.

### Падение Гондэра
23 ноября британские войска подошли к Гондэру, почти не оборонявшемуся, так как многие аскари дезертировали, не получая жалованья и продовольствия. Последний из оставшихся итальянских самолётов Фиат CR-42 (пилота Ильдебрандо Малавольты) был сбит в бою с южноафриканскими истребителями ещё 24 октября.
27 ноября в результате решительной атаки англичан был взят Азозо, и союзные войска вплотную подошли к замку Фасилидаса. В 14:30 генерал Наси вынужден был отдать приказ о капитуляции итальянским войскам в Гондэре, которому вскоре последовала их основная группировка, расположенная в здании Банка Италии. К 30 ноября последние остатки итальянских сил в городе сложили оружие.

## Итоги сражения
Со взятием Гондэра последний оплот Италии в Эфиопии прекратил своё существование, Восточноафриканская кампания Второй мировой войны закончилась.